# فرمانده عالی متفقین
فرمانده عالی متفقین (انگلیسی: Supreme Allied Commander) عنوانی است که برای بالاترین رتبه فرماندهی در ائتلاف‌های نظامی چند ملیتی خاص در نظر گرفته می‌شد. این اصطلاح به عنوان واژه‌ای که توسط متفقین در طول جنگ جهانی اول استفاده می‌شد، ابداع شد و در حال حاضر در ناتو، از آن برای فرمانده عالی متفقین اروپا و فرمانده عالی متفقین انتقالی استفاده می‌شود.

## عناوین تاریخی
جنگ جهانی اول
در روز ۲۶ مارس ۱۹۱۸، مارشال فرانسوی فردیناند فوش به عنوان فرمانده عالی متفقین منصوب شد. او فرماندهی تمام نیروهای متفقین را در دست گرفت و قوای نظامی بریتانیا، فرانسه، آمریکا و ایتالیا را برای توقف حمله بهاری آلمان، آخرین حمله بزرگ امپراتوری آلمان، هماهنگ کرد.